# Telkom 2
O Telkom 2 é um satélite de comunicação geoestacionário indonésio que foi construído pela Orbital Sciences Corporation (OSC), ele está localizado na posição orbital de 118 graus de longitude leste e é operado pela PT Telekomunikasi Indonesia (PT Telkom). O satélite foi baseado na plataforma Star-2 Bus e sua vida útil estimada é de 15 anos.

## História
A PT Telkomunikasi (TELKOM) de Jacarta, Indonésia, concedeu a Orbital Sciences Corporation um contrato para a mesma construir um satélite de telecomunicações, o Telkom 2. O satélite foi colocado em órbita geoestacionária em 118 graus leste, onde ele substituindo o Palapa B4.

## Lançamento
O satélite foi lançado com sucesso ao espaço no dia 16 de novembro de 2005, às 23:46 UTC, por meio de um veiculo Ariane-5ECA, que foi lançado a partir da Centro Espacial de Kourou na Guiana Francesa, juntamente com o satélite Spaceway 2. Ele tinha uma massa de lançamento de 1.930 kg.

## Capacidade e cobertura
O Telkom 2 é equipado com 24 (mais 4 de reserva) transponders em banda C para a prestação de serviços de TV, telefonia e Internet para a região do Sudeste Asiático (ASEAN), Subcontinente Indiano e Indonésia.